# ピエル・フェルディナンド・カジーニ
ピエル・フェルディナンド・カジーニ（イタリア語: Pier Ferdinando Casini、1955年12月3日 - ）は、イタリアの政治家。下院議員。列国議会同盟議長。